# Karl Vormfelde
Karl Heinrich Vormfelde (* 28. März 1881 in Bielefeld; † 9. März 1944 in Bonn) war ein deutscher Landtechniker und Hochschullehrer, der als „Nestor des deutschen Mähdreschers“ gilt.

## Leben
Der Sohn des Bielefelder Landwirts Wilhelm Vormfelde und der Johanne Kroeger besuchte das Realgymnasium Bielefeld und studierte anschließend ab 1900 an der Technischen Hochschule Hannover. Nach dem Abschluss als Diplom-Ingenieur 1905 wurde er wissenschaftlicher Assistent an der Vereinigten Friedrichs-Universität Halle-Wittenberg, bevor er 1908 bei Alwin Nachtweh in Hannover über Milchschleudern, insbesondere über die Lagerung ihrer Trommeln promovierte. Nach einer Tätigkeit als Ingenieur an der TH Hannover war er von 1910 bis 1914 Exportingenieur beim Landmaschinenhersteller Heinrich Lanz.
Während des Ersten Weltkrieges arbeitete Vormfelde 1915 erneut als Assistent an der TH Hannover und leitete daraufhin bis 1918 einen Industriebetrieb im besetzten Nordfrankreich. Nach Ende des Krieges wurde er Technischer Direktor der Landmaschinenfabrik Friedrich Dehne in Halberstadt, nahm jedoch bereits 1919 einen Ruf an die Landwirtschaftliche Hochschule Bonn-Poppelsdorf an, wo er bis zu seinem Tode die Leitung des Institutes für Landmaschinen und Physik innehatte. Im Jahr 1934 wurde die Landwirtschaftliche Hochschule der Rheinischen Friedrich-Wilhelms-Universität Bonn als Landwirtschaftliche Fakultät angeschlossen.
Im November 1933 unterzeichnete er das Bekenntnis der deutschen Professoren zu Adolf Hitler. Von 1933 bis 1936 war er Mitglied des Nationalsozialistischen Lehrerbunds. Zudem saß er dem Getreideausschuss des „Reichskuratoriums für Technik in der Landwirtschaft“ (RKTL) vor.
Vormfelde starb im Alter von 62 Jahren. Er war evangelischer Konfession, seit 1937 mit Johanna Pöckert geb. Andrae verheiratet und hatte zwei Stieftöchter. Zu seinen Schülern zählen Carl Heinrich Dencker und Walter Gustav Brenner.

## Forschung
Sein Forschungsschwerpunkt lag auf der Mechanisierung der Landwirtschaft, insbesondere auf der Weiterentwicklung von Traktoren sowie der Untersuchung der für die von ihm progagierte Einführung des Mähdreschers notwendigen Anpassungen von ausländischen Fabrikaten an die Verhältnisse der deutschen Landwirtschaft. Der Claas Mäh-Dresch-Binder wurde von Walter Gustav Brenner nach Ideen Vormfeldes entwickelt.

## Auszeichnungen
- Max-Eyth-Denkmünze der Deutschen Landwirtschaftsgesellschaft (1925)

## Schriften (Auswahl)
- Über Milchschleudern, insbesondere über die Lagerung ihrer Trommeln. Fr. Stollberg, Merseburg 1908 (Zugleich: Dissertation vom 3. April 1908, TH Hannover).
- mit Carl Heinrich Dencker: Anschluß! Das Elektrizitätsbuch fürs tägliche Leben; für Selbstunterricht und Schule. Parey, Berlin 1930.
- Ein neues Weltbild durch den Mähdrescher. In: Zeitschrift des Vereins der Deutschen Ingenieure. Band 75, Nr. 6, 1931, Sonderheft, S. 1–7.